# Vriesea tarmaensis
Vriesea tarmaensis är en gräsväxtart som beskrevs av Werner Rauh. Vriesea tarmaensis ingår i släktet Vriesea och familjen Bromeliaceae. Inga underarter finns listade i Catalogue of Life.